# Olympische Sommerspiele 2000/Teilnehmer (Thailand)
| Gelbes Symbol für Goldmedaillen mit stilisierten Olympischen Ringen | Graues Symbol für Silbermedaillen mit stilisierten Olympischen Ringen | Braundes Symbol für Bronzemedaillen mit stilisierten Olympischen Ringen |
| ------------------------------------------------------------------- | --------------------------------------------------------------------- | ----------------------------------------------------------------------- |
| 1                                                                   | —                                                                     | 2                                                                       |

Thailand nahm an den Olympischen Sommerspielen 2000 in Sydney mit einer Delegation von 52 Athleten, darunter 34 Männer und 18 Frauen, an 51 Wettbewerben in elf Sportarten teil. Fahnenträger während der Eröffnungsfeier war der Boxer Somluck Kamsing.

## Medaillengewinner

### Gold
| Name         | Sportart | Wettkampf              |
| ------------ | -------- | ---------------------- |
| Wijan Ponlid | Boxen    | Männer, Fliegengewicht |

### Bronze
| Name                | Sportart     | Wettkampf                       |
| ------------------- | ------------ | ------------------------------- |
| Pornchai Thongburan | Boxen        | Männer, Halbmittelgewicht       |
| Khassaraporn Suta   | Gewichtheben | Frauen, Klasse bis 58 Kilogramm |

## Teilnehmer nach Sportarten

### Badminton
| Männer - Tesana Panvisavas Doppel: Achtelfinale - Boonsak Ponsana Einzel: 1. Runde - Khunakorn Sudhisodhi Mixed: Achtelfinale - Pramote Teerawiwatana Doppel: Achtelfinale | Frauen - Sujitra Ekmongkolpaisarn Einzel: 1. Runde Doppel: Achtelfinale - Saralee Thungthongkam Mixed: Achtelfinale Doppel: Achtelfinale |

### Boxen
Männer
- Somchai Cimlum
Mittelgewicht: 1. Runde

- Pongsak Hrientounthong
Halbweltergewicht: 1. Runde

- Parkpoom Jangphonak
Weltergewicht: Achtelfinale

- Somluck Kamsing
Federgewicht: Viertelfinale

- Suban Pannon
Halbfliegengewicht: Achtelfinale

- Wijan Ponlid
Fliegengewicht: Gold

- Pornchai Thongburan
Halbmittelgewicht: Bronze

- Phongsit Veangviseth
Leichtgewicht: Achtelfinale

- Sontaya Chotipat Wongprated
Bantamgewicht: Achtelfinale

### Gewichtheben
| Männer - Chom Singnoi Federgewicht: DNF | Frauen - Saipin Detsaeng Mittelgewicht: 4. Platz - Apinya Pharksupho Leichtschwergewicht: 10. Platz - Khassaraporn Suta Leichtgewicht: Bronze - Pawina Thongsuk Leichtschwergewicht: 7. Platz |

### Leichtathletik
| Männer - Kongdech Natenee, Boonyarit Phuksachat, Vissanu Sophanich & Sittichai Suwonprateep 4 × 100 Meter: Halbfinale - Senee Kongtong, Jirichai Linglom, Narong Nilploy & Chalermpol Noohlong 4 × 400 Meter. Vorläufe | Frauen - Trecia Roberts 100 Meter Hürden: Halbfinale - Supavadee Khawpeag, Orranut Klomdee, Trecia Roberts & Wirawan Ruamsuk 4 × 100 Meter: Vorläufe |

### Rudern
Frauen
- Phuttharaksa Neegree
Einer: Halbfinale

### Schießen
Männer
- Tevarit Majchacheep
Luftgewehr: 18. Platz
Kleinkaliber, Dreistellungskampf: 37. Platz
Kleinkaliber, liegend: 51. Platz

- Varavut Majchacheep
Luftgewehr: 45. Platz
Kleinkaliber, Dreistellungskampf: 43. Platz
Kleinkaliber, liegend: 47. Platz

### Schwimmen
| Männer - Dulyarit Phuangthong 100 Meter Rücken: 43. Platz 200 Meter Schmetterling: 38. Platz - Vicha Ratanachote 200 Meter Freistil: 43. Platz - Torwai Sethsothorn 400 Meter Freistil: 24. Platz 1500 Meter Freistil: 28. Platz 200 Meter Rücken: 35. Platz 400 Meter Lagen: 32. Platz - Ratapong Sirasanont 200 Meter Brust: 41. Platz - Phathanyu Yimsumruay 200 Meter Lagen: 43. Platz | Frauen - Praphalsai Minpraphal 100 Meter Schmetterling: 37. Platz - Pilin Tachakittiranan 50 Meter Freistil: 45. Platz 100 Meter Freistil: 39. Platz 200 Meter Freistil: 30. Platz 400 Meter Freistil: 39. Platz - Chonlathorn Vorathamrong 100 Meter Rücken: 35. Platz 200 Meter Rücken: 30. Platz |

### Segeln
| Männer - Arun Homraruen Windsurfen: 29. Platz | Offene Klasse - Veerasit Puangnak Laser: 31. Platz | Frauen - Napalai Tansai Windsurfen: 19. Platz |

### Tennis
| Männer - Paradorn Srichaphan Einzel: 2. Runde | Frauen - Benjamas Sangaram Doppel: Viertelfinale - Tamarine Tanasugarn Einzel: 2. Runde Doppel: Viertelfinale |

### Tischtennis
Frauen
- Nanthana Komwong
Einzel: Gruppenphase

### Wasserspringen
Männer
- Meerit Insawang
Kunstspringen: 43. Platz

- Suchart Pichi
Turmspringen: 39. Platz